# Prangos ornata
Prangos ornata là một loài thực vật có hoa trong họ Hoa tán. Loài này được Kuzmina miêu tả khoa học đầu tiên.